# Liste der Botschafter der Vereinigten Staaten in Kuwait
Die Liste der Botschafter der Vereinigten Staaten in Kuwait bietet einen Überblick über die Leiter der US-amerikanischen diplomatischen Vertretung in Kuwait seit der Aufnahme diplomatischer Beziehungen bis heute.
| Amtszeit  | Name                     | Anmerkung                                                  |
| --------- | ------------------------ | ---------------------------------------------------------- |
| 1961–1962 | Dayton S. Mak            | Geschäftsträger                                            |
| 1962–1963 | Parker T. Hart           | erster Botschafter                                         |
| 1963–1969 | Howard Rex Cottam        |                                                            |
| 1969–1971 | John Patrick Walsh       |                                                            |
| 1972–1976 | William A. Stoltzfus Jr. |                                                            |
| 1976–1979 | Frank E. Maestrone       |                                                            |
| 1979–1983 | Francois M. Dickman      |                                                            |
| 1983–1984 | Philip J. Griffin        | Geschäftsträger                                            |
| 1984–1987 | Anthony C. E. Quainton   |                                                            |
| 1987–1991 | W. Nathaniel Howell      | verließ das besetzte Kuwait kurz vor dem zweiten Golfkrieg |
| 1991–1994 | Edward Gnehm             | leitete die Wiedereröffnung der Botschaft nach dem Krieg   |
| 1994–1997 | Ryan Crocker             |                                                            |
| 1997–2001 | James A. Larocco         |                                                            |
| 2001–2004 | Richard Jones            |                                                            |
| 2004–2007 | Richard LeBaron          |                                                            |
| 2008–2011 | Deborah K. Jones         |                                                            |